# 47069 Tecumseh
47069 Tecumseh este o planetă minoră (asteroid), cu un diametru de 6,151 km, din centura de asteroizi. A fost descoperită pe 14 decembrie 1998 la Experimental Test Site⁠(d) de Lincoln Near-Earth Asteroid Research. 
Obiectul prezintă o orbită caracterizată de o semiaxă mare de 2,9962645536536 UAi, o excentricitate de 0,15399003079854, o înclinație de 13,807556518504 ° în raport cu ecliptica.